# Щелочиха
Щелочиха — деревня в составе Вязовского сельсовета Уренского района Нижегородской области, на 2017 год в Щелочихе числится 2 улицы: Молодежная и Центральная.

## Население
| 1916 | 2002 | 2010 |
| ---- | ---- | ---- |
| 269  | ↘249 | ↘201 |

Щелочиха расположена примерно в 30 километрах (по шоссе) севернее райцентра Урень, на водоразделе рек Ветлуга и Уста, высота центра селения над уровнем моря — 125 м. Транспортное сообщение осуществляется по региональной автодороге 22Н-4425 «подъезд к деревне Вязовая — деревня Девушкино от автодороги Урень — Шарья — Никольск — Котлас».  